# Seis días de Milán
Los Seis días de Milán era una carrera de ciclismo en pista, de la modalidad de seis días, que se corría a Milán (Lombardía). Su primera edición data de 1927, y se disputó con diferentes paréntesis, hasta el 2008.

## Palmarés

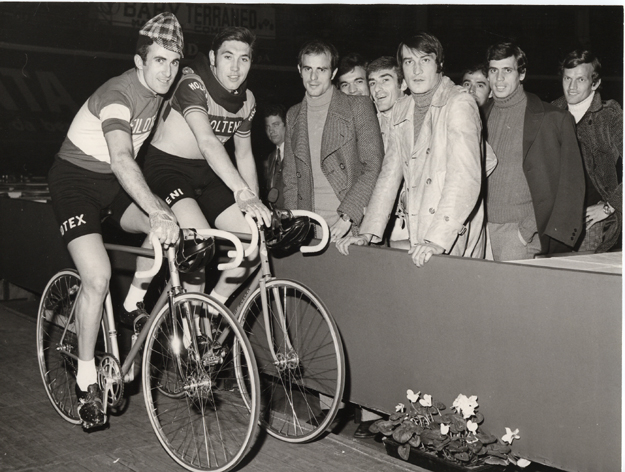
Franco Bitossi y Eddy Merckx durante el Seis días de Milán en 1971

| Año       | Ganadores                           | Segundos                            | Terceros                                |
| --------- | ----------------------------------- | ----------------------------------- | --------------------------------------- |
| 1927      | Costante Girardengo Alfredo Binda   | Domenico Piemontesi Piet van Kempen | Pietro Bestetti Alfredo Dinale          |
| 1928      | Costante Girardengo Pietro Linari   | Onésime Boucheron Alessandro Tonani | Lucien Choury Louis Fabre               |
| 1929-1960 | ediciones no realizadas             | ediciones no realizadas             | ediciones no realizadas                 |
| 1961      | Ferdinando Terruzzi Reginald Arnold | Peter Post Rik Van Looy             | Walter Bucher Fritz Pfenninger          |
| 1962      | Rik Van Steenbergen Emile Severeyns | Reginald Arnold Ferdinando Terruzzi | Peter Post Rik Van Looy                 |
| 1963      | Peter Post Ferdinando Terruzzi      | Klaus Bugdahl Fritz Pfenninger      | Rik Van Steenbergen Emile Severeyns     |
| 1964      | Rik Van Steenbergen Leandro Faggin  | Peter Post Ferdinando Terruzzi      | Palle Lykke Jensen Fritz Pfenninger     |
| 1965      | Rik Van Steenbergen Gianni Motta    | Peter Post Ferdinando Terruzzi      | Dieter Kemper Horst Oldenburg           |
| 1966      | Peter Post Gianni Motta             | Freddy Eugen Palle Lykke Jensen     | Leandro Faggin Patrick Sercu            |
| 1967      | Peter Post Gianni Motta             | Klaus Bugdahl Patrick Sercu         | Leandro Faggin Sigi Renz                |
| 1968      | Peter Post Gianni Motta             | Rudi Altig Felice Gimondi           | Dieter Kemper Horst Oldenburg           |
| 1969      | Dieter Kemper Horst Oldenburg       | Eddy Merckx Patrick Sercu           | Michele Dancelli Peter Post             |
| 1970      | Dieter Kemper Norbert Seeuws        | Klaus Bugdahl Sigi Renz             | Romain Deloof Fritz Pfenninger          |
| 1971      | Eddy Merckx Julien Stevens          | Gianni Motta Peter Post             | Erich Spahn Fritz Pfenninger            |
| 1972      | Felice Gimondi Sigi Renz            | Gianni Motta Patrick Sercu          | Carlo Rancati Alain Van Lancker         |
| 1973      | Patrick Sercu Julien Stevens        | Gianni Motta Alain Van Lancker      | Felice Gimondi Sigi Renz                |
| 1974-1975 | ediciones no realizadas             | ediciones no realizadas             | ediciones no realizadas                 |
| 1976      | Francesco Moser Patrick Sercu       | Felice Gimondi Rik Van Linden       | Albert Fritz Wolfgang Schulze           |
| 1977      | Felice Gimondi Rik Van Linden       | Freddy Maertens Marc Demeyer        | Francesco Moser René Pijnen             |
| 1978      | Francesco Moser René Pijnen         | Giuseppe Saronni Patrick Sercu      | Donald Allan Felice Gimondi             |
| 1979      | Francesco Moser René Pijnen         | Albert Fritz Wilfried Peffgen       | Patrick Sercu Felice Gimondi            |
| 1980      | Giuseppe Saronni Patrick Sercu      | Albert Fritz René Pijnen            | Roger De Vlaeminck Alfons De Wolf       |
| 1981      | Francesco Moser Patrick Sercu       | Albert Fritz René Pijnen            | Donald Allan Danny Clark                |
| 1982      | Giuseppe Saronni René Pijnen        | Francesco Moser Patrick Sercu       | Maurizio Bidinost Urs Freuler           |
| 1983      | Francesco Moser René Pijnen         | Moreno Argentin Patrick Sercu       | Maurizio Bidinost Urs Freuler           |
| 1984      | Francesco Moser René Pijnen         | Guido Bontempi Dietrich Thurau      | Roman Hermann Horst Schütz              |
| 1985-1995 | ediciones no realizadas             | ediciones no realizadas             | ediciones no realizadas                 |
| 1996      | Silvio Martinello Marco Villa       | Kurt Betschart Bruno Risi           | Pierangelo Bincoletto Giovanni Lombardi |
| 1997      | Silvio Martinello Marco Villa       | Kurt Betschart Bruno Risi           | Adriano Baffi Gianni Bugno              |
| 1998      | Silvio Martinello Etienne De Wilde  | Adriano Baffi Andreas Kappes        | Matthew Gilmore Marco Villa             |
| 1999      | Silvio Martinello Marco Villa       | Adriano Baffi Andreas Kappes        | Andrea Collinelli Jimmi Madsen          |
| 2000-2007 | ediciones no realizadas             | ediciones no realizadas             | ediciones no realizadas                 |
| 2008      | Paolo Bettini Joan Llaneras         | Filippo Pozzato Luke Roberts        | Sebastián Donadio Walter Pérez          |